# Vitskatta
Vitskatta (Solanum marginatum) är en art i familjen potatisväxter från Etiopien och Eritrea.

## Synonymer
- Solanum argyracantha Dum.-Cours.
- Solanum argyracanthum' St.-Lag
- Solanum cabiliense Vilm. nom. inval.
- Solanum cabiliense var. argenteum Vilm. nom. inval.
- Solanum coagulans Schimp. ex Dunal nom. inval.
- Solanum marginatum var. polyhoplum Bitter
- Solanum niveum All.